# Millington (Tennessee)
Millington is een plaats (city) in de Amerikaanse staat Tennessee, en valt bestuurlijk gezien onder Shelby County.

## Demografie
Bij de volkstelling in 2000 werd het aantal inwoners vastgesteld op 10.433.
In 2006 is het aantal inwoners door het United States Census Bureau geschat op 10.336, een daling van 97 (-0.9%).

## Geografie
Volgens het United States Census Bureau beslaat de plaats een oppervlakte van
40,4 km², waarvan 40,3 km² land en 0,1 km² water. Millington ligt op ongeveer 80 m boven zeeniveau.

## Plaatsen in de nabije omgeving
De onderstaande figuur toont nabijgelegen plaatsen in een straal van 24 km rond Millington.